# Canções de Game of Thrones

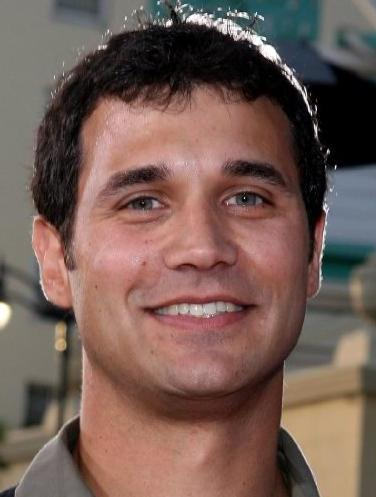
Ramin Djawadi é o compositor da trilha sonora de Game of Thrones

As canções da série de televisão Game of Thrones são compostas por Ramin Djawadi. A música é principalmente não-diegética e instrumental com as performances vocais ocasionais, e é criada para apoiar musicalmente os personagens e tramas da série. Ele apresenta vários temas, sendo o mais proeminente o "tema principal" que acompanha a sequência do título da série. Em todas as temporadas, um álbum de trilha sonora é lançado. As canções da série ganhou vários prêmios, incluindo um Primetime Emmy Award de Melhor Composição Musical para uma série em 2018.
Uma série de concertos que contaram com a música de Game of Thrones, Game of Thrones Live Concert Experience com o compositor Ramin Djawadi, aconteceu em 2017–2018. Primeiro foi realizado em Saint Paul, Minnesota, em seguida, passou a turnê nos Estados Unidos, Canadá e Europa. Foi seguido por uma turnê mundial iniciado em maio de 2018 em Madrid.
As canções de Game of Thrones inspirou muitas versões cover; o tema principal do título é particularmente popular. Há também interpretações não-medievais de músicas dos romances fonte da série por bandas indie. Essas adaptações, de acordo com a Wired, criam uma atenção para a série na mídia que normalmente não a cobriria, mas também são notáveis por seus méritos musicais independentes da série.

## Temas

### Tema principal
De acordo com Djawadi, os criadores da série queriam que o título principal do tema acompanhasse a sequência do título <i id="mwPQ">de Game of Thrones,'' já que há muitos locais, personagens da série e envolve muitas viagens. Depois de Djawadi ter visto a sequência preliminar animada do título em que os artistas de efeitos visuais ainda estavam trabalhando, ele se inspirou para escrever a peça. Djawadi disse que pretendia capturar a impressão geral da série com a música tema. O tema do título é invulgarmente longo para uma série de televisão com quase dois minutos de duração, e o violoncelo foi escolhido como o principal instrumento para a música como ele achava que tem um "som mais escuro" que se adequava à série. O tema principal do título também pode ser incorporado em outros segmentos musicais dentro da série, particularmente em momentos climáticos.

### Casas e personagens
Djawadi compôs um leitmotif ou tema individual para cada uma das principais casas, bem como para alguns locais e alguns personagens. Estes temas são frequentemente reproduzidos em cenas que os envolvem e podem ser usados para contar uma história. Nem todos os personagens teriam seus próprios temas devido ao grande número de personagens da série. O tema da Casa Stark é o primeiro tema a ser composto e é tocado em um violoncelo. A maioria dos personagens Stark só tem variações do mesmo tema no violoncelo. Arya Stark é a primeira da casa a ter seu próprio tema, ouvida pela primeira vez quando começou sua aula de esgrima no terceiro episódio da primeira temporada, com a música apresentando um dulcimer martelado. Um novo tema para Jon Snow, anteriormente usando apenas o tema Casa Stark, foi criado na sexta temporada e destaque no episódio "Battle of the Bastards". Foi ouvido pela primeira vez no final do episódio três, quando ele disse: "Minha patrulha acabou", significando uma mudança no personagem depois que ele foi ressuscitado.
Devido ao grande número de temas, as introduções de diferentes temas também são deliberadamente espaçadas por um longo período para não confundir o público, por exemplo, o tema para Theon Greyjoy ou Casa Greyjoy não foi introduzido até a segunda temporada, embora ele apareceu pela primeira vez na primeira temporada. A Casa Lannister tem uma canção associada, "The Rains of Castamere", que se tornou o tema deles. A música foi tocada no Casamento Vermelho, mas foi ouvida pela primeira vez quando Tyrion Lannister assobiou uma pequena parte no primeiro episódio da segunda temporada. Quando um tema é estabelecido, diferentes versões mais escuras ou mais claras são introduzidas, e conceitos como honra e conspiração também são representados em temas.
Djawadi escolheu sons e instrumentos distintos para temas e leitmotifs diferentes, por exemplo, didgeridoos são usados para os selvagens, enquanto a flauta de duduk armênia é usada para os Dothrakis. A flauta duduk tem um som diferente de outras flautas, que foram deliberadamente evitadas, pois são freqüentemente usadas em outros filmes de fantasia. Os temas para os Caminhantes Brancos e o Rei da Noite são mais desenhos sonoros do que temas regulares; O tema de White Walker inicialmente empregou uma gaita de vidro para um "som realmente alto, misterioso e gelado", mas tornou-se totalmente orquestral quando o exército dos mortos foi revelado no final da segunda temporada. A música tema para os White Walker se estendeu ao longo do tempo para a música do Exército dos Mortos, representando a força crescente do Exército dos Mortos, que só foi introduzida na íntegra no episódio final da sétima temporada quando a Muralha caiu.
Os temas podem evoluir ao longo do tempo na série. O tema para Daenerys Targaryen começou pequeno, mas tornou-se maior quando ela se tornou mais poderosa. Seu tema foi inicialmente jogado com um único instrumento, como um processado violoncelo, mas depois começou a incorporar mais instrumentos, incluindo tambores taiko japoneses, tambores bedug indonésio e uma flauta duduk armênia. Sílabas e palavras em Valiriano, uma linguagem fictícia de Game of Thrones, também são usadas em suas c nçõestemática, embora não como sentenças completas. A instrumentação para o tema dela também é usada para ataques de dragões. Para os dragões, o tema foi ouvido pela primeira vez quando eles eclodiram no final da primeira temporada como uma melodia alta e quieta, mas se desenvolveram em algo mais poderoso no momento em que se tornaram totalmente crescidos, por exemplo, foi tocado com trompas francesas em a cena de ataque do trem de saque na sétima temporada.
Temas diferentes também podem ser combinados em alguns temas e cenas. Por exemplo, na quinta temporada, a música para a Casa do Preto e Branco é uma extensão dos temas da Arya e Jaqen H'ghar. Durante a primeira cena da quarta temporada, a espada Ice, a espada Stark, é reforjada por Tywin Lannister, os temas dos Starks e Lannisters são claramente tocados simultaneamente, para finalmente terminar apenas com o tema Lannister. No final da sexta temporada, com o arremesso da armada no final, pelo menos cinco temas foram combinados – temas para Daenerys, Theon, os Imaculados, os dragões e o título principal.

### Lista de temas
Casa
- Casa Baratheon ("The King's Arrival")
- Casa Bolton ("Let's Play a Game")
- Casa Greyjoy ("What Is Dead May Never Die", "Ironborn")
- Casa Lannister ("A Lannister Always Pays His Debts")
- Casa Martell ("Unbowed, Unbent, Unbroken")
- Casa Stark ("Goodbye Brother", "Home")
- Casa Targaryen ("Fire and Blood")
- Casa Tyrell ("Service of the Gods")

Grupos
- Filhos da Floresta ("He Is Lost")
- Dothraki ("To Vaes Dothrak")
- Os Vivos ("The Night King")
- Patrulha da Noite ("The Night's Watch")
- Sacerdotes Vermelhos ("Warrior of Light", "The Red Woman")
- Filhos da Harpia ("Sons of the Harpy")
- Caminhantes Brancos ("White Walkers")
- Selvagens ("We Are the Watchers on the Wall")

Personagens
- Arya Stark ("The Pointy End", "Needle", "The Children")
- Cersei Lannister ("Light of the Seven")
- Daenerys Targaryen ("Finale", "Mhysa")
- Dragões ("Dance of Dragons", "Dracarys")
- Euron Greyjoy ("Coronation")
- Alto Pardal ("High Sparrow")
- Jaime Lannister ("Kingslayer")
- Jaqen H'ghar ("Valar Morghulis")
- Joffrey Baratheon ("You Win or You Die")
- Jon Snow ("My Watch Has Ended", "Bastard")
- Rei da Noite ("The Night King")
- Petyr "Mindinho" Baelish ("Chaos Is a Ladder", "The Dagger")
- Theon Greyjoy ("What Is Dead May Never Die", Reek")
- Corvo-de-Três-Olhos ("Three-Eyed Raven")

Localizações
- Cidadela ("Maester")
- Casa do Preto e Branco ("House of Black and White")
- Meereen ("Meereen")
- Qarth ("Qarth")
- Muralha ("The Wall")
- Winterfell ("Winterfell")

Dupla
- Daenerys e Khal Drogo ("Love in the Eyes")
- Daenerys e Jon Snow ("Truth")
- Verme Cinzento e Missandei ("I'm Sorry for Today")
- Jon Snow e Ygritte ("You Know Nothing", "The Real North")

## Outras canções
Várias peças de música também são compostas para linhas de enredo particulares na série. Uma canção notável é a " Light of the Seven", que é tocada no início do episódio final da sexta temporada, "The Winds of Winter". Esta canção, com mais de nove minutos de duração, é incomum na escolha do piano, já que o instrumento não havia sido usado antes na série. Além disso, essas longas canções raramente são usadas, embora na temporada 6 trilhas sonoras cubram uma seção de 10 minutos nas cenas de Hodor no episódio "The Door" e uma sequência de 22 minutos no episódio "Battle of the Bastards".
Djawadi compôs uma série de músicas para a série usando letras dos livros As Crônicas de Gelo e Fogo, a mais proeminente delas é "The Rains of Castamere ". The National gravou a música na segunda temporada, e Sigur Rós gravou na quarta temporada para uma aparição. Na terceira temporada, Gary Lightbody apareceu em uma participação especial entre outros captores de Brienne of Tarth e Jamie Lannister no episódio 3 da quarta temporada para cantar "The Bear and the Maiden Fair", e uma gravação da canção realizada por The Hold Steady foi colocada nos créditos finais desse episódio. Na mesma temporada, Kerry Ingram, que interpretou o personagem Shireen Baratheon, cantou "It's Always Summer Under the Sea". O personagem Bronn, interpretado por Jerome Flynn, cantou "The Dornishman's Wife" na quinta temporada, e Ed Sheeran apareceu em uma participação especial para interpretar "Hands of Gold" na sétima temporada. No entanto, nenhuma das duas últimas músicas foi usada nos álbuns da trilha sonora.
Na oitava temporada, Daniel Portman, que interpretou o personagem Podrick Payne, cantou "Jenny's Song", uma canção do livro A Storm of Swords, mas com letras adicionais de David Benioff e Dan Weiss. A versão completa da canção intitulada "Jenny of Oldstones" foi cantada por Florence Welch, e tocou nos créditos finais do segundo episódio ''Um Cavaleiro dos Sete Reinos". Foi lançado como single de Florence + the Machine .

## Lançamentos
Em cada temporada, um álbum da trilha sonora das cações usada naquela temporada é lançado no final da temporada. Os dois primeiros foram lançados por Varèse Sarabande, enquanto todos os lançamentos p stfrioresoram da WaterTower Music. Mixtapes também foram lançados em 2014 e 2015 antes do início da quarta e quinta temporada, respectivamente, e estavam disponíveis como downloads gratuitos para promover a temporada.

### Trilhas sonoras
| Ano  | Título                                      | Compositor    | Ref(s) |
| ---- | ------------------------------------------- | ------------- | ------ |
| 2011 | <i id="mwlg">Game of Thrones: Temporada 1'' | Ramin Djawadi | [ 33 ] |
| 2012 | <i id="mwng">Game of Thrones: Temporada 2'' | Ramin Djawadi | [ 34 ] |
| 2013 | <i id="mwpA">Game of Thrones: Temporada 3'' | Ramin Djawadi | [ 35 ] |
| 2014 | <i id="mwqg">Game of Thrones: Temporada 4'' | Ramin Djawadi | [ 36 ] |
| 2015 | <i id="mwsA">Game of Thrones: Temporada 5'' | Ramin Djawadi | [ 37 ] |
| 2016 | <i id="mwtg">Game of Thrones: Temporada 6'' | Ramin Djawadi | [ 38 ] |
| 2017 | <i id="mwvA">Game of Thrones: Temporada 7'' | Ramin Djawadi | [ 39 ] |

### Álbum de gravata
Um álbum complementar,'For the Throne: Music Inspired by the HBO Series Game of Thrones', que inclui músicas inspiradas na série, mas que não aparecem nela. Um single, "Power Is Power", de SZA, The Weeknd e Travis Scott, foi lançado como o primeiro single do álbum. O título da música cita uma frase falada por Cersei Lannister.
| Ano  | Título                                                           | Artista | Ref(s) |
| ---- | ---------------------------------------------------------------- | ------- | ------ |
| 2019 | For the Throne: Music Inspired by the HBO Series Game of Thrones | Vários  | [ 41 ] |

### Mixtapes
| Ano  | Título                      | Artista | Ref(s) |
| ---- | --------------------------- | ------- | ------ |
| 2014 | Catch the Throne: Volume I  | Vários  | [ 42 ] |
| 2015 | Catch the Throne: Volume II | Vários  | [ 43 ] |